# Dolny Siniec
Dolny Siniec (deutsch Groß Blaustein (Dorf)) ist ein kleiner Ort in der polnischen Woiwodschaft Ermland-Masuren und gehört zur Gmina Srokowo (Landgemeinde Drengfurth) im Powiat Kętrzyński (Kreis Rastenburg).

## Geographische Lage
Dolny Siniec liegt nordwestlich des Faulen Sees (polnisch Jezioro Mażańskie) in der nördlichen Mitte der Woiwodschaft Ermland-Masuren, elf Kilometer nordöstlich der Kreisstadt Kętrzyn (deutsch Rastenburg).

## Geschichte
Das Dorf Groß Blaustein (es ist vom gleichnamigen Gutsort Groß Blaustein (polnisch Siniec) zu unterscheiden) wurde 1874 in den neu errichteten Amtsbezirk Blaustein eingegliedert, der zum Kreis Rastenburg im Regierungsbezirk Königsberg in der preußischen Provinz Ostpreußen gehörte. 1885 zählte das Dorf Groß Blaustein 115 Einwohner, 1905 waren es 77 und 1910 noch 76.
Am 30. September 1928 schlossen sich Groß Blaustein (Dorf), Groß Blaustein (Gut) (polnisch Siniec), Klein Blaustein (Sińczyk-Leśniczówka) und Langeneck (Kąty) zur neuen Landgemeinde Blaustein (Siniec) zusammen.
1945 wurde Groß Blaustein in Kriegsfolge zusammen mit dem gesamten südlichen Ostpreußen an Polen überstellt und erhielt die polnische Namensform „Dolny Siniec“. Heute ist es „część wsi Siniec“ (deutsch „ein Teil des Dorfes Siniec“) innerhalb der Landgemeinde Srokowo (Drengfurth) im Powiat Kętrzyński (Kreis Rastenburg), bis 1998 der Woiwodschaft Olsztyn, seither der Woiwodschaft Ermland-Masuren zugehörig.

## Kirche
Bis 1945 war das Dorf Groß Blaustein in die evangelische Kirche Schwarzstein in der Kirchenprovinz Ostpreußen der Kirche der Altpreußischen Union sowie in die katholische St.-Katharinen-Kirche Rastenburg im damaligen Bistum Ermland eingepfarrt.
Heute gehört Dolny Siniec zur katholischen Pfarrei Czerniki im jetzigen Erzbistum Ermland sowie zur evangelischen Johanneskirche Kętrzyn mit der Filialkirche Srokowo in der Diözese Masuren der Evangelisch-Augsburgischen Kirche in Polen.

## Verkehr
Dolny Siniec liegt an einer Nebenstraße, die von Siniec (Groß Blaustein (Gut), 1928 bis 1945 Blaustein) an der Woiwodschaftsstraße 650 in die Gmina Kętrzyn (Landgemeinde Rastenburg) nach Mażany (Masehnen) und Parcz (Partsch) führt. Eine Anbindung an den Bahnverkehr besteht nicht.